# La urgență
La urgență este un serial românesc de televiziune regizat de Andrei Zincă. Rolurile principale au fost interpretate de actorii Daniela Nane, Florin Piersic, Jr., Claudiu Istodor.

## Prezentare
Primul serial românesc despre viața unui grup de medici de la un spital de urgență din Bucureștii anilor 2000.

## Distribuție
Distribuția filmului este alcătuită din:
- Daniela Nane — Greta Calistrat — 13 episoade
- Florin Piersic, Jr. — Radu Panc — 13 episoade
- Claudiu Istodor — Maximilian Colibaba — 13 episoade
- Horațiu Mălăele — Iordan Gaman — 13 episoade
- Xing Elena Ling — Camelia Tache — 12 episoade
- Luminița Stoianovici — Ștefania Motrea — 12 episoade
- Marius Chivu — Costel — 12 episoade
- Crina Matei — Magda Fekete — 12 episoade
- Victor Rebengiuc — Caius Calistrat — 12 episoade
- Cătălin Paraschiv — Iulian Staicu — 12 episoade
- Iulia Lumânare — Lili Stan — 11 episoade
- Ana Pasti — Jeni — 10 episoade
- Radu Iacoban — Ionuț Mitrea — 9 episoade
- Sorin Cociș — Emil Suciu — 9 episoade
- Natașa Raab — Nina — 8 episoade
- Adriana Titieni — Oana — 7 episoade
- Emanuel Pârvu — Edi Leonte — 7 episoade
- Lamia Beligan — Ioana Belinski — 6 episoade
- Adrian Titieni — Iulian Toma — 5 episoade
- Alexandru Bindea — Horia Basota — 5 episoade
- Tania Budi — Laura Colibaba — 4 episoade
- Răzvan Hîncu — Seba — 3 episoade
- Andrei Zincă — Andu — 3 episoade
- Dan Chișu — Luca — 3 episoade
- Alexandru Potocean — Fiul lui Oancea — 3 episoade
- Ilarion Ciobanu — Tatăl Oanei — 1 episod
- Catrinel Dumitrescu — Mama Oanei — 2 episoade
- Radu Câmpean — Iubitul Carlei — 2 episoade
- Anca Florea — Carla — 2 episoade
- Constantin Florescu — Avocatul — 2 episoade
- Sînziana Nicola — Ilinca
- Iulian Postelnicu — Rareș
- Maria Dinulescu — Stela Iamandi
- Ștefan Velniciuc — Politicianul
- Clara Vodă — Gravida
- Diana Dumbravă — Nadia Fugașin
- Alexandru Georgescu — Tatăl Carlei
- Maria Teslaru — Mama Carlei
- Valeriu Pavel Dan — Polițistul
- Dorina Chiriac — Soția lui Costel
- George Alexandru — Moș Crăciun
- Rudy Rosenfeld — Insomniacul
- Magda Catone — Mama lui Cami
- Jean Constantin — Tatăl lui Cami
- Andreea Vasile — Tânăra
- Eugenia Bosânceanu — Verina
- Marcelo Cobzariu — Megale